# Oyfn Pripetshik
Oyfn Pripetschik (jiddisch אויפן פריפעטשיק, englisch auch Oyfn Pripetshik, Oyfn Pripetchik oder Oyfn Pripetchek; deutsch übersetzt Auf der Herdstelle) ist ein jiddisches Lied von M.M. Warschawskyj (1848–1907). Das Lied handelt von einem Rabbi, der seinen kleinen Schülern das Alef-Bet beibringt. Ende des neunzehnten Jahrhunderts war es eines der beliebtesten Volkslieder der Juden in Mittel- und Osteuropa, und als solches ist es ein musikalisches Stück Erinnerung an Europa vor dem Holocaust. Das Lied wird heute noch in jüdischen Kindergärten gesungen. 
Die vierte Strophe verleiht dem Lied ein tragisches Pathos: „Wenn ihr, Kinder, älter werdet / werdet ihr verstehen / wie viele Tränen in diesen Buchstaben liegen / und wie viel Weinen“. Diese Textzeilen spielen auf einen traditionellen jiddischen Ausspruch an, dass „die Geschichte der Juden mit Tränen geschrieben wurde“.

## Text des Liedes
Jiddischer Text

Oyfn pripetchik brent a fayerl,

Un in shtub iz heys,

Un der rebe lernt kleyne kinderlekh,

Dem alefbeys.

Refrain:

Zet zhe kinderlekh, gedenkt zhe, tayere,

Vos ir lernt do;

Zogt zhe nokh a mol un take nokh a mol:

Komets, alef: o!

Lernt, kinder, mit groys kheyshek,

Azoy zog ikh aykh on;

Ver s'vet gikher fun aykh kenen ivre –

Der bakumt a fon.

Lernt, kinder, hot nit moyre,

Yeder onheyb iz shver;

Gliklekh der vos hot gelernt toyre,

Tsi darf der mentsh nokh mer?

Ir vet, kinder, elter vern,

Vet ir aleyn farshteyn,

Vifl in di oysyes lign trern,

Un vi fil geveyn.

Az ir vet, kinder, dem goles shlepn,

Oysgemutshet zayn,

Zolt ir fun di oysyes koyekh shepn,

Kukt in zey arayn!
 

Auf der Herdstelle brennt ein Feuer

und es ist warm in der Stube.

Und der Rabbi bringt den Kindern

das (hebräische) Alphabet bei.

Refrain:

Seht Kinder, denkt daran, meine Teuren,

was ihr hier lernt.

Sagt es noch einmal und wiederholt noch einmal:

"Komets alef: o!"

Lernt, Kinder, mit großem Eifer.

Ich mach euch eine Ansage:

wer die Aussprache schneller lernt,

bekommt eine Fahne.

Lernt Kinder, macht euch keine Sorgen,

aller Anfang ist schwer.

Glücklich, wer die Torah gelernt hat,

was mehr noch braucht ein Mensch?

Ihr werdet einmal, Kinder, älter werden,

und dann nur werdet ihr verstehen,

wie viele Tränen in diesen Buchstaben liegen,

wie viel Weinen.

Wenn ihr, Kinder, das Exil ertragen müsst,

und erschöpft seid,

werdet ihr aus diesen Buchstaben Kraft schöpfen,

guckt in sie hinein!